# تشاه ميش (كوهستان)
تشاه ميش (بالفارسية: چاه‌میش) هي قرية تقع في إيران في Kuhestan Rural District. يقدر عدد سكانها بـ 22 نسمة .